# Marek Thee
Marek Thee (ur. 21 listopada 1918 w Rzeszowie, zm. 20 kwietnia 1999 w Oslo) – polski dyplomata i badacz stosunków międzynarodowych, konsul generalny w Tel Awiwie (1949–1952), pracownik naukowy Międzynarodowego Instytutu Badania Pokoju w Oslo.

## Życiorys
Syn Maurycego. Był polskim Żydem, którego rodzina zginęła w wyniku Holokaustu. 
Przed II wojną światową był działaczem Komunistycznej Partii Polski oraz gdańskiej komórki Międzynarodowej Organizacji Pomocy Rewolucjonistom. Przebywał w Związku Radzieckim, który opuścił z Armią Andersa. Następnie znalazł się w Palestynie, gdzie działał w Komunistycznej Partii Palestyny. W lutym 1944 należał do organizatorów Związku Patriotów Polskich na Bliskim Wschodzie, kierował pismem ZPP Biuletyn Wolnej Polski, został jednak razem z innym działaczami narodowości żydowskiej odsunięty od działań ZPP na przełomie 1944 i 1945, jakkolwiek pozostał w zarządzie organizacji.
Po II wojnie światowej pozostał początkowo na Bliskim Wschodzie. Pracował jako referent prasowy, następnie p.o. attaché prasowego Konsulatu Generalnego RP w Jerozolimie, jednocześnie od 1947 przez cztery lata kierował siatką szpiegowską jako współpracownik Wydziału II Departamentu VII Ministerstwa Bezpieczeństwa Publicznego. Jesienią 1949 został konsulem w Tel-Awiwie. Z tej ostatniej funkcji został odwołany w 1952 i powrócił do Polski. Prasa izraelska ujawniła wówczas jego kontakty z MBP. 
Po powrocie do Polski pracował w Ministerstwie Spraw Zagranicznych oraz Polskim Instytucie Spraw Międzynarodowych, gdzie kierował Zakładem Krajów Azji. Od maja 1962 był przedstawicielem Polski w Międzynarodowej Komisji Nadzoru i Kontroli w Laosie, w randze ministra pełnomocnego. W swoich działaniach sprzeciwiał się badaniu incydentów, o które obwiniano Pathet Lao i ostatecznie, po protestach amerykańskich został odwołany ze swojej funkcji pod koniec 1963. 
W 1967 opublikował wybór dokumentów i materiałów dotyczących konfliktu  arabsko-izraelskiego, który przez władze PRL został uznany za przejaw „tendencji syjonistycznych”. W konsekwencji został zwolniony z pracy, a w 1969 usunięty z PZPR. Wyjechał do Norwegii, w latach 1969-1989 pracował w Peace Research Institute Oslo, w latach 1981–1983 był dyrektorem PRIO. Od 1989 pracował w Norweskim Instytucie Praw Człowieka.
Specjalizował się m.in. w międzynarodowej regulacji i kontroli zbrojeń. Był założycielem i redaktorem naczelnym pisma „Bulletin of Peace Proposals” (następnie pod nazwą „Security Dialogue”).

## Wybrane publikacje
- Arabski Wschód, Książka i Wiedza, Warszawa 1963.
- Niespokojny Laos: z dziejów kryzysu 1954–1964, Polski Instytut Spraw Międzynarodowych, Warszawa 1965.
- Konflikt izraelsko-arabski: wybór dokumentów i materiałów. Z. 1 (wstęp), Polska Agencja Prasowa PAP, Warszawa 1967.
- Notes of a Witness. Laos and the Second Indochinese War, Nowy Jork 1973.
- Arms and disarmament: SIPRI findings, SIPRI - Stockholm International Peace Research Institute, Oxford University Press, 1986.
- Armament and disarmament in the post-Cold War period, PIIA, Warsaw 1993.

## Ordery i odznaczenia
- Złoty Krzyż Zasługi (22 lipca 1952)[9]
- Srebrny Krzyż Zasługi (18 grudnia 1945)[10]
- Medal 10-lecia Polski Ludowej (10 stycznia 1955)[11]